# اچ‌ام‌سی‌اس کارلتون
اچ‌ام‌سی‌اس کارلتون (به انگلیسی: HMCS Carleton) یک کشتی بود.